# 萨武勒斯河
萨武勒斯河（法語：Savoureuse，法語發音：[savuʁøz]）是法国勃艮第-弗朗什-孔泰大区贝尔福地区省与杜省的河流，是阿朗河的右支流，长41.2千米，发源自勒皮，于埃蒂普流入阿朗河。